# 32892 Prufrock
32892 Prufrock è un asteroide della fascia principale. Scoperto nel 1994, presenta un'orbita caratterizzata da un semiasse maggiore pari a 2,9611716 au e da un'eccentricità di 0,0832753, inclinata di 11,40477° rispetto all'eclittica.
L'asteroide è dedicato al protagonista del monologo "Il canto d'amore di J. Alfred Prufrock" di T. S. Eliot.